# Joyce Meyer

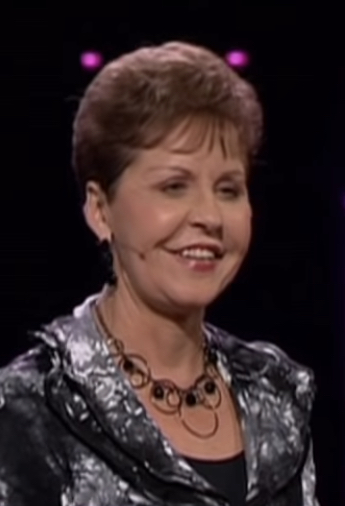
Joyce Meyer (2015)

Pauline Joyce Meyer, geborene Hutchison (* 4. Juni 1943 in St. Louis, Missouri) ist eine US-amerikanische protestantische Predigerin evangelikaler Prägung sowie Autorin und Bibelschullehrerin an der International School of Ministry. Bekannt wurde sie einem größeren Publikum über die oft tägliche Ausstrahlung ihrer Predigten über diverse Fernsehsender in verschiedenen Ländern. Sie hält außerdem weltweit Vorträge und führt Konferenzen durch. Meyer war zudem Predigerin im Life Christian Center in St. Louis, Missouri.

## Leben
Joyce Meyer wuchs gemeinsam mit ihrem jüngeren Bruder in einem dysfunktionalen Familiensystem auf. Ihr Vater, der als Fabrikarbeiter und Maschinist arbeitete, wurde nach seiner Rückkehr aus dem Zweiten Weltkrieg gewalttätig und verfiel dem Alkoholismus. Von früher Kindheit an wurde sie von ihrem Vater sexuell missbraucht unter Duldung ihrer Mutter, die sich selbst gegen die häusliche Gewalt nicht wehren konnte.
Nach einem kaufmännischen Abschluss an der O'Fallon Technical High School in St. Louis verließ Meyer im Alter von 18 Jahren ihr Elternhaus und arbeitete als Buchhalterin. Im selben Jahr heiratete sie ihren ersten Mann, einen Autoverkäufer. Aus dieser Ehe stammt ein Sohn. Da sich die Beziehung mit ihrem unzuverlässigen Ehemann, der sie mehrfach betrog, turbulent gestaltete, ließ sie sich 1966 scheiden und kehrte in ihr Elternhaus zurück.
Im Jahr 1967 heiratete sie den technischen Zeichner Dave Meyer, mit dem sie drei Kinder hat.

## Christliches Wirken
Ursprünglich gehörte Meyer einer lutherischen Kirche an. In den 1970er Jahren begann sie mit dem Bibelstudium. Gemeinsam mit ihrem Mann Dave Meyer trat sie in den frühen 1980er Jahren in die interkonfessionelle Kirche Life Christian Church in St. Louis ein. Bei sich zu Hause gab sie private Bibelstunden. In der Gemeinde wurde sie als stellvertretende Pastorin in Vollzeit angestellt. Gemeinsam mit Haupt-Pastor Rick Shelton wirkte sie in einer 15-minütigen Radiosendung mit und moderierte ab 1983 ihre eigene Radiosendung „Life in the Word“. 1985 gab sie ihren Dienst in der Gemeinde auf, um ein eigenes christliches Missionswerk „Life in the Word“, heute bekannt als Joyce Meyer Ministries, zu gründen.
Meyer verfasste über 100 Bücher über geistliche Themen und christliche Lebenshilfe, die in mehr als 100 Sprachen übersetzt wurden. Nach eigenen Angaben wurden ihre Bücher über 23 Millionen Mal verkauft bzw. kostenfrei an Bedürftige verteilt. In Deutschland werden ihre Vorträge im Fernsehen über Bibel TV, Tele 5, Super RTL, rheinmaintv und Anixe ausgestrahlt. In Originalsprache ist sie in Deutschland unter anderem God TV zu sehen. Ihre Zusammenarbeit mit dem Sender Daystar brach Meyer ab, nachdem dieser 2024 wegen Missbrauchsvorwürfen in die Kritik geraten war.
Laut Time-Magazin gehört Joyce Meyer zu den 25 einflussreichsten evangelikalen Predigern in den Vereinigten Staaten. Über 600 Fernsehsender in mehr als 40 Ländern sowie ca. 400 Radiosender strahlen ihr Programm aus.
Der größte Teil ihrer Einnahmen stamme aus dem Verkauf ihrer mehr als 125 Bücher, die in über 150 Sprachen übersetzt und über 37 Millionen Mal verkauft wurden. Nach Angaben der Internetzeitung Christian Post erhielt sie 2014 ein Jahresgehalt von 228.500 Euro.

## Botschaft
In die Artikel und Predigten von Joyce Meyer fließen oft auch ihre eigenen Lebenserfahrungen mit ein, beispielsweise über die Auswirkungen des jahrelangen Sexuellen Missbrauchs durch den eigenen Vater. Auch schildert sie wiederholt ihr Heranwachsen in einem gottfernen Elternhaus und ihre Suche nach Gott in jungen Jahren. Nicht zuletzt kommen auch Anekdoten aus dem Eheleben und der Kindererziehung bei ihrem Publikum gut an. Ihr Hauptanliegen ist, dass Menschen sich durch das Befolgen der Botschaft des Evangeliums ändern können. Das Wort Gottes nur zu hören, ohne dass es Auswirkung auf das eigene Verhalten habe, sei völlig wertlos. Durch das eigene Trachten nach Vergebung, Versöhnung und Frieden mit Gott und den Menschen könnten auch alte seelische Verletzungen heilen. Die Fernsehansprachen werden meist in großen Hallen in den Vereinigten Staaten vor mehreren tausend Zuschauern aufgezeichnet. Themen sind meist Strategien für ein glückliches und gottgesegnetes Leben, das Erlangen von spirituellem Erfolg und persönliche Krisenbewältigung. Im Anschluss an diese Predigten wird Werbung für Hilfsprojekte und Medien von Joyce Meyer gesendet.

## Joyce Meyer Ministries
Joyce Meyer Ministries ist eine christliche Non-Profit-Organisation mit Sitz in Fenton, Missouri. Die Organisation hat derzeit (Stand 2022) 600 Angestellte in 9 internationalen Büros, darunter eines in Hamburg. Im Jahr 2011 wurden 83 % der gesamten Einnahmen für die unterschiedlichen Dienste und Aktivitäten eingesetzt. 2011 wurde ein Jahresumsatz in Höhe von 96 Millionen US-Dollar erzielt, etwa durch publizistische Aktivitäten und Großveranstaltungen. Im Jahr 2014 stieg er auf umgerechnet 101 Millionen Euro.

## Hand of Hope
Hand of Hope ist der Missionszweig von Joyce Meyer Ministries. Zu den Diensten von Hand of Hope gehören unter anderem:
- die Versorgung von 200 Kindern in weltweit 9 Kinderheimen (Stand 2022)[22]
- Katastrophenhilfe in Amerika, Japan, Südafrika, El Salvador, Südostasien, auf den Philippinen unter anderem
- Hungerhilfe: 2021 wurden mehr als 286 Millionen Mahlzeiten ausgegeben, es werden 663 Stellen für Essensausgabe in 28 Ländern betrieben[22]
- Befreiung aus Menschenhandel: Transformation Center in Mumbai, Indien;[23] Unterhaltung eines Frauenhauses in Äthiopien.
- Medizinische Versorgung: Unterhaltung von Krankenhäusern in Indien und Kambodscha (Hand of Hope Health Center)[24] sowie eines Krankenhausbootes auf dem Amazonas[25]
- Gefängnisarbeit: Humanitäre Hilfe für Gefängnisinsassen; 2011 wurden 163 Gefängnisse besucht
- St. Louis Dream Center: Finanzierung des Hilfszentrums mit 37 verschiedenen Hilfsangeboten, wie Essensausgabe, Obdachlosenarbeit und Drogenhilfe[26]
- Wasserversorgung: Errichtung von über 1800 Frischwasserbrunnen im Rahmen des „Well of Life“ Programms.[27]

## Kritik
Kritiker werfen Meyer vor, sie würde ein Wohlstandsevangelium predigen und unterstellen ihr einen aufwendigen Lebensstil. So soll sie wertvolle Möbel und mehrere Villen besitzen. Meyer verdiente 2002 und 2003 pro Jahr ungefähr 900.000 US-Dollar und ihr Ehemann bezog 450.000 US-Dollar. Nach Kritik wurde ihr Gehalt auf 250.000 US-Dollar gesenkt. Sie selbst rechtfertigt sich damit, dass ihr Wohlstand in erster Linie auf ihre hohen Buchverkäufe zurückzuführen sei. Zudem sehe Meyer darin einen Beweis für ihre göttliche Sendung und Segnung.
Im Jahre 2011 sah sich Joyce Meyer dem Vorwurf ausgesetzt, dass sie und die führenden Mitarbeiter von „Joyce Meyer Ministries“ zu großzügige persönliche Vorteile aus dem Missionswerk zögen.
Dieser Vorwurf konnte ausgeräumt werden. Die Untersuchungskommission des US-Senats (entstanden auf Initiative des republikanischen Senators Chuck Grassley (Iowa)), hat mittlerweile ihren Abschlussbericht vorgelegt, in dem den Joyce Meyer Ministries „hohe Transparenz“ bescheinigt wird. Einmal im Jahr legt Joyce Meyer Ministries im „Annual Report“ ihre Finanzen offen.

## Auszeichnungen
- Ph.D. in Theologie der Life Christian University in Tampa, Florida[35]
- Ehrendoktor in „Divinity“ der Oral Roberts University in Tulsa, Oklahoma[36]
- Ehrendoktor in „Sacred Theology“ der Grand Canyon University in Phoenix, Arizona[37]

## Publikationen (Auswahl)
- Ich und meine große Klappe. Die Antwort befindet sich direkt unter deiner Nase. Adullam, Grasbrunn 2002, ISBN 3-931484-26-2.
- Freu dich des Lebens auf dem Weg zum Ziel. Joyce Meyer Ministries, Hamburg 2006, ISBN 3-939627-06-2.
- Schlüssel zum außergewöhnlichen Leben. Verwandle dein Leben mit der Frucht des Geistes. Joyce Meyer Ministries, Hamburg 2006, ISBN 3-939627-08-9.
- Die geheime Kraft von Gottes Wort in deinem Mund. Joyce Meyer Ministries, Hamburg 2006, ISBN 3-939627-03-8.
- Gottes Plan für dich. Entdecke die Möglichkeiten. Joyce Meyer Ministries, Hamburg 2006, ISBN 3-939627-07-0.
- Gut aussehen. Gut fühlen. 12 Schlüssel für ein gesundes, erfülltes Leben. Joyce Meyer Ministries, Hamburg 2006, ISBN 3-939627-09-7.
- Jetzt mal Klartext. Gefühlskämpfe überwinden durch die Kraft des Wortes Gottes. Joyce Meyer Ministries, Hamburg 2006, ISBN 3-939627-10-0.
- Das Schlachtfeld der Gedanken. Gewinne die Schlacht in deinem Verstand. Joyce Meyer Ministries, Hamburg 2006, ISBN 3-939627-00-3.
- Schlüssel zum außergewöhnlichen Leben. Verwandle dein Leben mit der Frucht des Geistes. Joyce Meyer Ministries, Hamburg 2006, ISBN 3-939627-08-9.
- Süchtig nach Anerkennung. Hör auf, allen gefallen zu wollen. Joyce Meyer Ministries, Hamburg 2006, ISBN 3-939627-01-1.
- Sag ihnen, dass ich sie liebe. Erkenne Gottes Liebe für dich. Adullam, Grasbrunn 2006, ISBN 3-931484-54-8.
- Müde Krieger, ohnmächtige Heilige. Wie du jeden feindlichen Angriff überwindest. Adullam, Grasbrunn 2006, ISBN 3-931484-52-1.
- Frauen, die vertrauen. Mit Mut und Zuversicht das Leben gewinnen. Joyce Meyer Ministries, Hamburg 2007, ISBN 978-3-939627-14-2.
- Ein völlig neues Leben. Wie man Christus annimmt und was das bedeutet. Joyce Meyer Ministries, Hamburg 2007, ISBN 978-3-939627-13-5.
- Freiheit trotz Ablehnung. Asaph, Lüdenscheid 2007, ISBN 978-3-935703-50-5.
- Das Schlachtfeld der Gedanken für Teens. Gewinne die Schlacht in deinem Kopf. Joyce Meyer Ministries, Hamburg 2008, ISBN 978-3-939627-15-9.
- 100 Dinge, die das Leben leichter machen. Joyce Meyer Ministries, Hamburg 2009, ISBN 978-3-939627-19-7.
- Guten Morgen, hier spricht Gott! Kalender. Joyce Meyer Ministries, Hamburg 2009, ISBN 978-3-939627-22-7.
- Schönheit statt Asche. Empfange Heilung für deine Gefühle. Joyce Meyer Ministries, Hamburg 2009, ISBN 978-3-939627-17-3.
- The Love Revolution. Lebe, liebe, handle - und verändere die Welt. Joyce Meyer Ministries, Hamburg 2009, ISBN 978-3-939627-20-3.
- Lass dich nicht entmutigen. Adullam, Grasbrunn 2009, ISBN 978-3-931484-55-2.
- Richtig mit Gefühlen umgehen statt von ihnen beherrscht werden. Joyce Meyer Ministries, Hamburg 2009, ISBN 978-3-939627-21-0.
- Der richtige Start in den Tag. Andacht für jeden Morgen. Joyce Meyer Ministries, Hamburg 2009, ISBN 978-3-939627-02-9.
- Wie man Gottes Reden hört. Erkennen Sie Gottes Stimme und treffen Sie die richtigen Entscheidungen. Joyce Meyer Ministries, Hamburg 2009, ISBN 978-3-939627-18-0.
- Nur durch die Gnade Gottes. Lernen Sie zu leben - unabhängig von Kämpfen und Enttäuschungen. Joyce Meyer Ministries, Hamburg 2009, ISBN 978-3-939627-16-6.
- Traum statt Trauma. Tipps für lebenslanges Eheglück. Joyce Meyer Ministries, Hamburg 2010, ISBN 978-3-939627-04-3.
- Aufbruch in ein neues Leben. Die Runderneuerung für Körper, Geist und Seele. Joyce Meyer Ministries, Hamburg 2010, ISBN 978-3-939627-24-1.
- Gib niemals auf. Sei fest entschlossen, die Herausforderungen des Lebens zu meistern. Joyce Meyer Ministries, Hamburg 2010, ISBN 978-3-939627-23-4.
- Powergedanken. 12 Strategien für einen Sieg auf dem Schlachtfeld der Gedanken. Joyce Meyer Ministries, Hamburg 2011, ISBN 978-3-939627-27-2.
- Du darfst du selbst sein. Hab den Mut und erfülle deine Bestimmung. Asaph, Lüdenscheid 2011, ISBN 978-3-935703-49-9.
- Nur Mut! Lebe leidenschaftlich und zielgerecht. Joyce Meyer Ministries, Hamburg 2011, ISBN 978-3-939627-25-8.
- Gott hören - jeden Morgen. Tägliche Andachten. Joyce Meyer Ministries, Hamburg 2011, ISBN 978-3-939627-29-6.
- Die Kraft einfachen Gebets. Wie man mit Gott über alles reden kann. Joyce Meyer Ministries, Hamburg 2011, ISBN 978-3-939627-26-5.
- Heilung für zerbrochene Herzen. Erlebe Wiederherstellung durch die Kraft des Wortes Gottes. Joyce Meyer Ministries, Hamburg 2011, ISBN 978-3-939627-30-2.
- Leben ohne Konflikte. Wie man gesunde Beziehungen aufbaut. Joyce Meyer Ministries, Hamburg 2012, ISBN 978-3-939627-34-0.
- Tu dir selbst einen Gefallen - Vergib! Joyce Meyer Ministries, Hamburg 2012, ISBN 978-3-939627-35-7.
- Über den Gefühlen stehen. Wie sie emotional nicht baden gehen. Joyce Meyer Ministries, Hamburg 2012, ISBN 978-3-939627-31-9.
- Mach dir keine Sorgen. Die Kunst, seine Lebensängste Gott zu überlassen. Joyce Meyer Minstries, Hamburg 2013, ISBN 978-3-939627-37-1.
- Die Bibel. Lesen. Glauben. Leben. SCM Brockhaus, R. 2020, ISBN 978-3-417-25366-5